# Оливе Н'Гома
Оливе Н'Гома (Oliver N'Goma), псевдоним Ноли, e реге и афро-зук певец и китарист от Габон.
Добива популярност през 1989 г. по Радио Африка N.1 благодарение на Жил Обринге.
Баща му е учител, свири добре на хармониум и го въвежда пръв в музиката. На 8 години взима частни уроци по музика, а по-късно свири като китарист в оркестъра на лицея.
Н'Гома учи счетоводство, но се интересува повече от музика и кино. От любов към киното и благодарение на таланта си започва работа в телевизията на Габон. От там го изпращат на стаж в Париж, където се запознава с Ману Лима, известен продуцент на африканска музика, и му представя свои музикални парчета, които е започнал да пише още в Габон и е вече завършил. Ману Лима е впечатлен и му помага да осъществи първия свой запис в студио.
В началото албумът има скромен успех, но благодарение на радиостанция Африка става известен във Франция и френските Антилските острови. Н'Гома издава втори албум Adia през декември 1995 г. също с Ману Лима. 5 години по-късно излиза третият му албум Seva. Най-големите хитове на Оливър Н'Гома са издадени в албума Best of Oliver N'Goma през 2004 г.
През последните си години е директор на телевизионен канал в Габон.
Неотдавна в Габон излиза филм „Oliver N'Goma le crooner“ от режисьора Рьоне Сузат и книгата „Olivier N'Goma сантиментален и морален творец“. Днес Оливър Н'Гома е сред известните и много обичани музиканти.